# Anápolis Futebol Clube
O Anápolis Futebol Clube é um clube brasileiro de futebol da cidade de Anápolis com 415.847 habitantes, no estado de Goiás. Conhecido como Tricolor da Boa Vista, em referência ao bairro onde está situada sua sede, o clube possui dois títulos de campeão goiano - sendo um ainda não reconhecido.

## História
O Anápolis foi fundado no dia 1 de maio de 1946, por um grupo de carroceiros. Inicialmente, adotou o nome de União Esportiva Operária. A agremiação surgiu como uma iniciativa da classe operária da cidade, para que o clube medisse forças com o Anápolis Sport Club, clube da elite que acabaria falindo ao fim de 1947. 
O time foi crescendo ano após ano e, em 1947, conquistou o seu primeiro título estadual (não reconhecido pela Federação Goiana de Futebol), quebrando um tabu. Pela primeira vez um time do interior ganhava o campeonato que não é reconhecido pela federação goiana de futebol. Em 1951 muda de nome e passa a ser o Anápolis Futebol Clube. Tudo isso porque o time que se chamava até então Anápolis Sport Club, havia encerrado suas atividades, culminando na fundação da Anapolina. Mas a adoção do nome Anápolis Futebol Clube não mudou o futebol de seus jogadores, que continuava a crescer a cada ano. Desta forma, ele conquistou o campeonato regional de 1954.
Na década de 1960, o Anápolis já era bastante conhecido e tinha vários apelidos, dentre os quais Galo da Comarca, Tricolor da Manchester, Tricolor da Boa Vista e Time dos Carroceiros. Grandes desportistas comandaram o clube, como João Bezze, Munir Calixto, Altino Teixeira de Moraes, Amim Gebrim, Osvaldo Cunha Soares, Ronaldo Jaime, Sebastião Richelieu da Costa e Fadel Skaff. Em 1961, conquistou o vice-campeonato do primeiro torneio octogonal e finalizou nessa data sua fase de amadorismo.
Em 1965, sagra-se campeão estadual pela segunda vez, vencendo o Vila Nova por 3 a 2 em uma virada histórica, no Estádio Jonas Duarte. Nesse dia, recebendo público recorde, a torcida foi ao delírio quando o time entrou em campo, com:  Sorriso, Nina, Osmar, Paraguaio e Áli; Genésio e Eudécio; Zezito, Dida, Nelson Parrila e Deca. No banco ficaram o goleiro Morais, Baiano, Wilson e outros craques. O técnico era Agnaldo Felisberto, o Caxambu. No ano seguinte disputou a Taça Brasil, sendo o primeiro clube do interior de Goiás a participar desta competição.
Após acesso (e vice) na Divisão de Acesso de 2015, o Anápolis disputou a elite goiana e conseguiu chegar a decisão, eliminando o Atlético na semifinal em pleno Serra Dourada, mas perdeu o título nos pênaltis para o Goiás. Com o vice-campeonato, o Galo da Comarca conquistou vaga para disputar a Copa do Brasil de 2017 e também vaga na Série D. 
Em 2024 o clube passou da primeira fase da Copa do Brasil pela primeira vez em sua história, quando venceu o Tombense.  No entanto, o Tricolor da Manchester foi eliminado de virada pelo Botafogo de Ribeirão Preto na segunda fase.  Também foi vice-campeão da Série D de 2024, perdendo para o Retrô de Pernambuco na final, conquistando o acesso para a Série C de 2025. 
Em 2025 foi vice-campeão goiano para o Vila Nova após ganhar em Anápolis por 2 a 0 e perder em Goiânia por 3 a 0. 

## Títulos
| CONQUISTAS ESTADUAIS           | CONQUISTAS ESTADUAIS                           | CONQUISTAS ESTADUAIS | CONQUISTAS ESTADUAIS |
|                                | Competição                                     | Títulos              | Temporadas           |
| ------------------------------ | ---------------------------------------------- | -------------------- | -------------------- |
|                                | Campeonato Goiano                              | 1                    | 1965                 |
|                                | Campeonato Estadual de Goiás                   | 1                    | 1947                 |
|                                | Copa Goiás                                     | 1                    | 1967                 |
|                                | Campeonato Goiano do Interior                  | 2                    | 1947 e 2025          |
|                                | Torneio Início                                 | 1                    | 1966                 |
|                                | Torneio Incentivo                              | 1                    | 1980                 |
|                                | Campeonato Goiano - 2ª Divisão                 | 2                    | 1990 e 2012          |
| CONQUISTAS MUNICIPAIS E OUTRAS |                                                |                      |                      |
|                                | Competição                                     | Títulos              | Temporadas           |
|                                | Citadino de Anápolis                           | 2                    | 1954 e 1958          |
|                                | Taça Cidade de Anápolis                        | 3                    | 1966, 1967 e 2011    |
|                                | Torneio Octagonal Carlos Ribeiro do Nascimento | 1                    | 1966                 |
|                                | Torneio João de Queiroz                        | 1                    | 1968                 |

*  Em 1947, foi organizado o Campeonato Estadual de Goiás entre o campeão Goianiense e interiorano, onde o Anápolis venceu o Atlético-GO na final. Apesar, o título não é reconhecido oficialmente pela Federação Goiana de Futebol como Campeonato Goiano.

### Campanhas de destaque
- Campeonato Goiano: vice-campeão em 1968, 1995, 2016 e 2025

- Campeonato Goiano - Divisão de Acesso: vice-campeão em 2002, 2007, 2015 e 2019
- Campeonato Brasileiro - Série D: vice-campeão em 2024

## Estatísticas

### Participações
|  | Participações em 2025 |

| Competição | Competição            | Temporadas | Melhor campanha       | Estreia | Última | P | R |
| Goiás      | Campeonato Goiano     | 51         | Campeão (1965)        | 1950    | 2025   |   | 7 |
| Goiás      | 2ª Divisão            | 10         | Campeão (1990 e 2012) | 1990    | 2019   | 7 | – |
|            | Copa Verde            | 1          | 1ª fase (2024)        | 2024    | 2024   |   |   |
| Brasil     | Campeonato Brasileiro | 1          | 14º colocado (1966)   | 1966    | 1966   |   | – |
| Brasil     | Série B               | 3          | 10º colocado (1986)   | 1981    | 1986   | – | – |
| Brasil     | Série C               | 9          | 11º colocado (2002)   | 1988    | 2025   | – | – |
| Brasil     | Série D               | 5          | Vice-campeão (2024)   | 2016    | 2024   | 1 |   |
| Brasil     | Copa do Brasil        | 2          | 2ª fase (2024)        | 2017    | 2024   |   |   |

## Maior número de gols numa mesma partida
- Anápolis 5–0 Anapolina - Campeonato Goiano de 2006
- Anápolis 5–1 Jataiense - Campeonato Goiano de 2008
- Anápolis 5–0 Novo Horizonte - Campeonato Goiano de 2008
- Anápolis 7–0 Jataiense - Campeonato Goiano de 2012 - Segunda Divisão
- Anápolis 7–0 Interporto Futebol Clube - Campeonato Brasileiro - Série D 2023
- Anápolis 8–0 Real Ariquemes Esporte Clube - Campeonato Brasileiro - Série D 2023